# Pilón (novela)
Pilón (Pylon, título original) es la octava novela del escritor estadounidense William Faulkner. Fue publicada en 1935 y, a diferencia de la mayoría de las obras de Faulkner, se desarrolla fuera del condado de Yoknapatawpha. El escenario es la ficticia ciudad de New Valois, que sugiere a Nueva Orleans.

## Argumento
Un grupo de pilotos de espectáculos aéreos formado por Laverne, una joven mujer paracaidista y mecánico que tiene un hijo, Jack. Ella mantiene relaciones amorosas con Roger Schumann, piloto, líder del equipo y posible padre de Jack, y con Jack Holmes, paracaidista y otro posible padre de Jack. El equipo se completa con Jiggs, el mecánico principal.  
Todos ellos se ganan la vida con los espectáculos y es común que se queden sin dinero. Desesperados por ganar aunque sea un poco de dinero ya que no tienen lugar dónde vivir ni para comer, se anotan en el concurso aéreo de New Valois. 
Un periodista, que carece de nombre en la novela, se involucra con el equipo y quiere ayudarlos, su motivación no es del todo clara: puede ser por solidaridad o por sentir atracción por Laverne. Él buscará que ganen algún dinero y puedan comprar un avión mejor. Sin embargo, el avión no está en buenas condiciones pero, en su afán por ver al equipo ganador, el periodista y Schumann no lo dicen. Las consecuencias son trágicas-

## Título
El pilón del título se refiere a la torre alrededor de la que gira el piloto que compite en carreras de ferias aéreas. debe girar mientras compite en una carrera en una feria aérea. El término es parte de la jerga de los pilotos.